# Helmut Haigermoser
Helmut Haigermoser (* 11. November 1940 in Freilassing) ist ein österreichischer Kaufmann und Politiker (FPÖ). Haigermoser war von 1984 bis 2002 Abgeordneter zum Nationalrat.

## Ausbildung und Beruf
Haigermoser besuchte die Volks- und Hauptschule und absolvierte eine Lehre im kaufmännischen Bereich. 1959 leistete er den Präsenzdienst ab.
Haigermoser führte gemeinsam mit seiner Frau ein Herrenmodengeschäft in der Salzburger Linzergasse. Die Leitung übergab Haigermoser in der Folge an seinen Sohn.

## Politik
Haigermoser war zwischen 1969 und 1974 Gemeindevertreter von Elsbethen und zwischen 1974 und 1983 Gemeinderat. Er führte ab 1986 den Ring Freiheitlicher Wirtschaftstreibender Salzburg als Landesobmann und war von 1988 bis 1998 Bundesobmann des Ringes Freiheitlicher Wirtschaftstreibender. Haigermoser war zudem Obmann des parlamentarischen Unvereinbarkeitsausschusses, Fraktionsobmann der RFW-Fraktion im Bundeskammertag der Wirtschaftskammer und Mitglied der Sektion Handel.
Haigermoser vertrat die FPÖ zwischen dem 1. Juli 1983 und dem 19. Februar 2002 im Nationalrat.

## Auszeichnungen
- 1996: Großes Goldenes Ehrenzeichen für Verdienste um die Republik Österreich[2]
- Goldenes Ehrenzeichen des Landes Salzburg